# Burgasz megye
Burgasz megye (bolgárul: Област Бургас) megye Bulgária délkeleti részén. Nevét székhelye, Burgasz város után kapta. A második legnagyobb megye Bulgáriában.

## Kistérségek
A megyében 13 kistérség van, amelyek a következők:

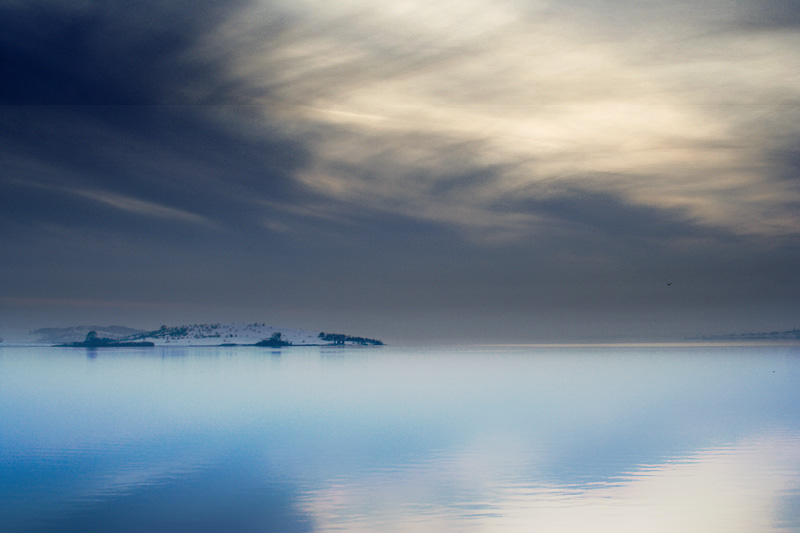
A Mandrensko-tó Burgasz mellett

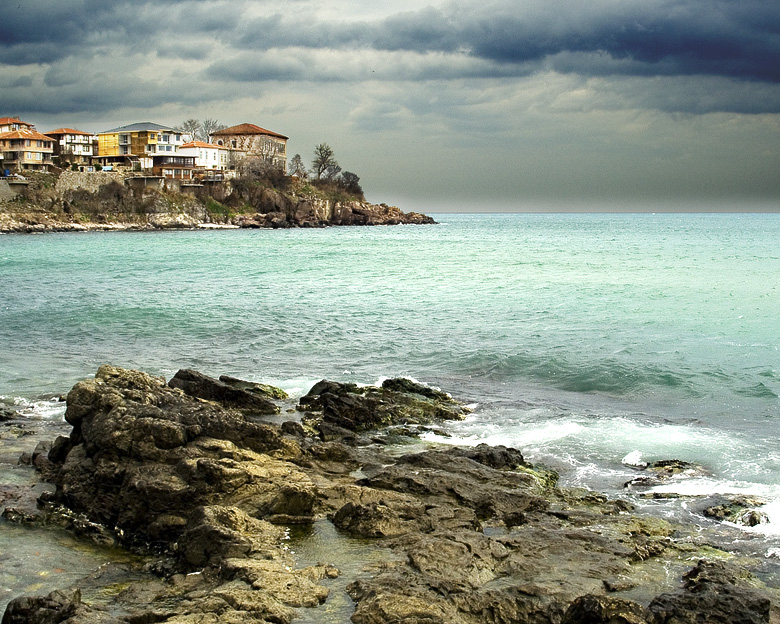
A Fekete-tenger Szozopolról nézve

Burgasz megye 13 kistérséget foglal magában. A következő táblázat az egyes kistérségeket sorolja fel azok központi településükkel (a városok vastag betűvel vannak szedve) és a népességi adatokkal (2009).
| Kistérség               | Neve bolgárul        | Népessége | Központ       | Népessége |
| ----------------------- | -------------------- | --------- | ------------- | --------- |
| Ajtosz kistérség        | Община Айтос         | 30.450    | Ajtosz        | 21.067    |
| Burgasz kistérség       | Община Бургас        | 206.343   | Burgasz       | 193.765   |
| Carevo kistérség        | Община Царево        | 9.413     | Carevo        | 5.884     |
| Kameno kistérség        | Община Камено        | 12.395    | Kameno        | 4.848     |
| Karnobat kistérség      | Община Карнобат      | 26.576    | Karnobat      | 18.480    |
| Malko Tarnovo kistérség | Община Малко Търново | 3.807     | Malko Tarnovo | 2.449     |
| Neszebar kistérség      | Община Несебър       | 25.311    | Neszebar      | 11.626    |
| Pomorie kistérség       | Община Поморие       | 27.557    | Pomorie       | 13.569    |
| Primorszko kistérség    | Община Приморско     | 7.332     | Primorszko    | 3.340     |
| Ruen kistérség          | Община Руен          | 28.217    | Ruen          | 2.282     |
| Szozopol kistérség      | Община Созопол       | 15.578    | Szozopol      | 5.410     |
| Szredec kistérség       | Община Средец        | 16.261    | Szredec       | 9.238     |
| Szungurlare kistérség   | Община Сунгурларе    | 13.079    | Szungurlare   | 3.416     |

## Demográfia
A megye népessége a 2001-es népszámlálás szerint 423 608 fő volt, ebből 207 371 férfi és 216 175 nő volt. 2009 végén a megye lakossága – a Bolgár Nemzeti Statisztikai Intézet adatai szerint – 422 319 fő volt, ebből 92 253 a 60 év feletti lakosok száma.

### Etnikai összetétel
| Etnikai megoszlás           | Etnikai megoszlás |
| Nemzetiség                  | Népesség (2011)   |
| --------------------------- | ----------------- |
| bolgár                      | 298 128 (80.46 %) |
| török                       | 49 354 (13.32 %)  |
| roma                        | 18 424 (4.97 %)   |
| egyéb vagy nem nyilatkozott | 4638 (1.25 %)     |

### Vallási összetétel
Vallási felekezthez való tartozás a megyében a 2001-es népszámlálás adatai szerint
| 2001-es népszámlálás | 2001-es népszámlálás | 2001-es népszámlálás |
| Vallási felekezet    | Népesség             | %                    |
| -------------------- | -------------------- | -------------------- |
| ortodox keresztény   | 339.653              | 80.19%               |
| muszlim              | 64.568               | 15.24%               |
| protestáns           | 2.339                | 0.55%                |
| római katolikus      | 452                  | 0.11%                |
| egyéb                | 1.937                | 0.46%                |
| nem válaszolt        | 14.598               | 3.45%                |
| Összesen             | 423.547              | 100%                 |

## Települések kistérségenként
A vastagon szedett települések városok, a többi falu.
Ajtosz kistérség
Ajtosz,
Cserna Mogila, Csernograd, Csukarka, Drjankovec, Karageorgievo, Karanovo, Ljaskovo, Malka Poljana, Maglen, Pesterszko, Pirne, Poljanovo, Raklinovo, Szadievo, Topolica, Zetjovo
Burgasz kistérség
Balgarovo, Banevo, Bratovo, Brjasztovec, Burgasz, Cserno More, Dimcsevo, Draganovo, Izvoriste, Marinka, Miroljubovo, Ravnec, Rudnik, Tvardica, Vetren
Carevo kistérség
Ahtopol, Brodilovo, Balgari, Carevo, Fazanovo, Izgrev, Kondolovo, Koszti, Lozenec, Rezovo, Szinemorec, Varvara, Velika
Kameno kistérség
Cserni Vrah, Kameno, Krasztina, Livada, Konsztantinovo, Polszki Izvor, Ruszokasztro, Szvoboda, Trojanovo, Trasztikovo, Vinarszko, Vratica, Zseljazovo
Karnobat kistérség
Aszparuhovo, Cserkovo, Detelina, Devetak, Devetinci, Dobrinovo, Draganci, Dragovo, Ekzarh Antimovo, Glumcse, Hadzsiite, Iszkra, Karnobat, Klikacs, Kozare, Krumovo Gradiste, Krusovo, Madrino, Nevesztino, Ognen, Raklica, Szan Sztefano, Szigmen, Szokolovo, Szarnevo, Szmolnik, Cerovszki, Venec, Zseleznik, Zsitoszvjat, Zimen
Malko Tarnovo kistérség
Bliznak, Brasljan, Bjala voda, Evrenozovo, Gramatikovo, Kalovo, Malko Tarnovo, Mladezsko, Szlivarovo, Sztoilovo, Vizica, Zabernovo, Zvezdec
Neszebar kistérség
Banja, Emona, Gjuljovca, Koznica, Kosarica, Napospart, Neszebar, Obzor, Orizare, Panicovo, Priszelci, Rakovszkovo, Ravda, Szveti Vlasz, Tankovo
Pomorie kistérség
Aheloj, Belodol, Alekszandrovo, Bata, Dabnik, Gaberovo, Gorica, Galabec, Kableskovo, Kamenar, Kozicsino, Koszovec, Laka, Medovo, Pomorie, Poroj, Sztratszin
Primorszko kistérség
Jaszna poljana, Kiten, Novo Panicsarevo, Piszmenovo, Primorszko, Veszelie
Ruen kistérség
Bilka, Cseresa, Dobra Poljana, Dobromir, Dropla, Daszkotna, Djulja, Jabalchevo, Jaszenovo, Kamenjak, Karaveljovo, Lisztec, Ljuljakovo, Pripek, Mrezsicsko, Podgorec, Preobrazsenci, Planinica, Proszenik,
Recsica, Razbojna, Razsica, Rozsden, Rudina, Ruen, Rupcsa, Sivarovo, Szkalak, Sznezsa, Sznjagovo, Szokolec, Szredna Mahala, Sztruja, Szini Rid, Topcsijszko, Tranak, Visna, Vreszovo, Zajmcsevo, Zajcsar, Zvezda
Szozopol kistérség
Atja, Cseronomorec, Gabar, Indzse Vojvoda, Izvor, Krusevec, Priszad, Ravadinovo, Ravna Gora, Roszen, Szozopol, Varsilo, Zidarovo
Szredec kistérség
Belevren, Belila, Bisztrec, Bogdanovo, Debelt, Dolno Jabalkovo, Draka, Dracsevo, Djulevo, Fakija, Goljamo Bukovo, Gorno Jabalkovo, Granitec, Granicsar, Szredec, Kirovo, Kubadin, Momina Carkva, Malina, Orlinci, Prohod, Pancsevo, Radojnovo, Roszenovo, Szvetlina, Szinjo Kamene, Szlivovo, Szuhodol, Trakijci, Varovnik, Zagorci, Zornica,
Szungurlare kistérség
Balabancsevo, Beronovo, Boszilkovo, Csernica, Csubra, Dabovica, Gorovo, Eszen, Grozden, Kamenszko, Kamcsija, Klimas, Koszten, Lozarevo, Lozica, Manolics, Pcselin, Podvisz, Prilep, Szadovo, Szkala, Szlavjanci, Szungurlare, Terzijszko, Valcsin, Vedrovo, Veliszlav, Vezenkovo, Zavet